# Oscar za najlepszy pełnometrażowy film dokumentalny
Oscar za najlepszy pełnometrażowy film dokumentalny (ang. Academy Award for Best Documentary Feature) – nagroda przyznawana przez Amerykańską Akademię Sztuki i Wiedzy Filmowej od 1942. Rok wcześniej wyróżniono pierwsze filmy dokumentalne Nagrodą Specjalną.
Nominacje dla reżysera i producenta danego filmu przyznawane są przez członków Akademii należących do sekcji dokumentalnej, wybieranych przez Radę Gubernatorów Akademii. Zwycięzcy są wybierani przez wszystkich członków Akademii. Nagrody nie przyznano tylko raz - w 1946 roku.
Najwięcej statuetek w tej kategorii zdobył producent Arthur Cohn, który był trzykrotnie nagrodzony. Dwukrotnymi laureatami nagrody byli: Simon Chinn, Jacques-Yves Cousteau, Walt Disney, Rob Epstein, Marvin Hier i Barbara Kopple.

## Laureaci i nominowani

### Lata 1980–1989
| Rok                                                                            | Film                                           | Nominowani |
| ------------------------------------------------------------------------------ | ---------------------------------------------- | ---------- |
| 1980 (53.)                                                                     |                                                |            |
| Od Mao do Mozarta (From Mao to Mozart: Isaac Stern in China)                   | Murray Lerner                                  |            |
| Agee                                                                           | Ross Spears                                    |            |
| The Day After Trinity                                                          | Jon Else                                       |            |
| Front Line                                                                     | David Bradbury                                 |            |
| Żółta gwiazda (The Yellow Star: The Persecution of the Jews in Europe 1933–45) | Bengt von zur Mühlen i Arthur Cohn             |            |
| 1981 (54.)                                                                     |                                                |            |
| Ludobójstwo (Genocide)                                                         | Arnold Schwartzman i Marvin Hier               |            |
| Against Wind and Tide: A Cuban Odyssey                                         | Susanne Bauman, Paul Neshamkin i Jim Burroughs |            |
| Brooklyn Bridge                                                                | Ken Burns                                      |            |
| Eight Minutes to Midnight: A Portrait of Dr. Helen Caldicott                   | Mary Benjamin, Susanne Simpson i Boyd Estus    |            |
| El Salvador: Another Vietnam                                                   | Glenn Silber i Teté Vasconcellos               |            |
| 1982 (55.)                                                                     |                                                |            |
| Just Another Missing Kid                                                       | John Zaritsky                                  |            |
| After the Axe                                                                  | Sturla Gunnarsson i Steve Lucas                |            |
| Ben’s Mill                                                                     | John Karol i Michel Chalufour                  |            |
| In Our Water                                                                   | Meg Switzgable                                 |            |
| A Portrait of Giselle                                                          | Joseph Wishy                                   |            |
| 1983 (56.)                                                                     |                                                |            |
| He Makes Me Feel Like Dancin’                                                  | Emile Ardolino                                 |            |
| Children of Darkness                                                           | Richard Kotuk i Ara Chekmayan                  |            |
| First Contact                                                                  | Bob Connolly i Robin Anderson                  |            |
| The Profession of Arms                                                         | Michael Bryans i Tina Viljoen                  |            |
| Seeing Red                                                                     | James Klein i Julia Reichert                   |            |
| 1984 (57.)                                                                     |                                                |            |
| Czasy Harveya Milka (The Times of Harvey Milk)                                 | Rob Epstein i Richard Schmiechen               |            |
| High Schools                                                                   | Charles Guggenheim i Nancy Sloss               |            |
| In the Name of the People                                                      | Alex W. Drehsler i Frank Christopher           |            |
| Marlena                                                                        | Karel Dirka i Zev Braun                        |            |
| Streetwise                                                                     | Cheryl McCall                                  |            |
| 1985 (58.)                                                                     |                                                |            |
| Broken Rainbow                                                                 | Maria Florio i Victoria Mudd                   |            |
| Las madres de la Plaza de Mayo                                                 | Susana Blaustein Muñoz i Lourdes Portillo      |            |
| Soldiers in Hiding                                                             | Japhet Asher                                   |            |
| The Statue of Liberty                                                          | Ken Burns i Buddy Squires                      |            |
| Unfinished Business                                                            | Steven Okazaki                                 |            |
| 1986 (59.)                                                                     |                                                |            |
| Artie Shaw: Czas jest wszystkim, co masz (Artie Shaw: Time Is All You’ve Got)  | Brigitte Berman                                |            |
| Down and Out in America                                                        | Joseph Feury i Milton Justice                  |            |
| Chile: Hasta Cuando?                                                           | David Bradbury                                 |            |
| Isaac in America: A Journey with Isaac Bashevis Singer                         | Kirk Simon i Amram Nowak                       |            |
| Witness to Apartheid                                                           | Sharon I. Sopher                               |            |
| 1987 (60.)                                                                     |                                                |            |
| The Ten-Year Lunch: The Wit and Legend of the Algonquin Round Table            | Aviva Slesin                                   |            |
| Eyes on the Prize                                                              | Callie Crossley i James A. DeVinney            |            |
| Hellfire: A Journey from Hiroshima                                             | John Junkerman i John W. Dower                 |            |
| Radio Bikini                                                                   | Robert Stone                                   |            |
| A Stitch for Time                                                              | Barbara Herbich i Cyril Christo                |            |
| 1988 (61.)                                                                     |                                                |            |
| Czasy i życie Klausa Barbiego (Hôtel Terminus)                                 | Marcel Ophüls                                  |            |
| The Cry of Reason: Beyers Naude – An Afrikaner Speaks Out                      | Robert Bilheimer i Ronald Mix                  |            |
| Let's Get Lost                                                                 | Bruce Weber i Nan Bush                         |            |
| Promises to Keep                                                               | Ginny Durrin                                   |            |
| Who Killed Vincent Chin?                                                       | Renee Tajima-Peña i Christine Choy             |            |
| 1989 (62.)                                                                     |                                                |            |
| Wspólna sprawa (Common Threads: Stories from the Quilt)                        | Rob Epstein i Bill Couturié                    |            |
| Adam Clayton Powell                                                            | Richard Kilberg i Yvonne Smith                 |            |
| Crack USA: County Under Siege                                                  | Vince DiPersio i Bill Guttentag                |            |
| For All Mankind                                                                | Al Reinert i Betsy Broyles Breier              |            |
| Super Chief: The Life and Legacy of Earl Warren                                | Judith Leonard i Bill Jersey                   |            |

### Lata 1990–1999
| Rok                                                                         | Film                             | Nominowani |
| --------------------------------------------------------------------------- | -------------------------------- | ---------- |
| 1990 (63.)                                                                  |                                  |            |
| Amerykański sen (American Dream)                                            | Barbara Kopple i Arthur Cohn     |            |
| Berkeley, lata sześćdziesiąte (Berkeley in the Sixties)                     | Mark Kitchell                    |            |
| Building Bombs                                                              | Mark Mori i Susan Robinson       |            |
| Forever Activists: Stories from the Veterans of the Abraham Lincoln Brigade | Judith Montell                   |            |
| Waldo Salt: A Screenwriter’s Journey                                        | Robert Hillmann i Eugene Corr    |            |
| 1991 (64.)                                                                  |                                  |            |
| W cieniu gwiazd (In the Shadow of the Stars)                                | Allie Light i Irving Saraf       |            |
| Death on the Job                                                            | Vince DiPersio i Bill Guttentag  |            |
| Doing Time: Life Inside the Big House                                       | Alan Raymond i Susan Raymond     |            |
| The Restless Conscience: Resistance to Hitler Within Germany 1933–1945      | Hava Kohav Beller                |            |
| Wild By Law                                                                 | Lawrence R. Hott i Diane Garey   |            |
| 1992 (65.)                                                                  |                                  |            |
| Inwazja na Panamę (The Panama Deception)                                    | Barbara Trent i David Kasper     |            |
| Changing Our Minds: The Story of Dr. Evelyn Hooker                          | David Haugland                   |            |
| Kuwejt w płomieniach (Fires of Kuwait)                                      | Sally Dundas                     |            |
| Liberators: Fighting on Two Fronts in World War II                          | William Miles i Nina Rosenblum   |            |
| Music for the Movies: Bernard Herrmann                                      | Margaret Smilow i Roma Baran     |            |
| 1993 (66.)                                                                  |                                  |            |
| I Am a Promise: The Children of Stanton Elementary School                   | Susan Raymond i Alan Raymond     |            |
| The Broadcast Tapes of Dr. Peter                                            | David Paperny i Arthur Ginsberg  |            |
| Children of Fate: Life and Death in a Sicilian Family                       | Susan Todd i Andrew Young        |            |
| Na dobre i na złe (For Better or for Worse)                                 | David Collier i Betsy Thompson   |            |
| The War Room                                                                | D.A. Pennebaker i Chris Hegedus  |            |
| 1994 (67.)                                                                  |                                  |            |
| Maya Lin: A Strong Clear Vision                                             | Freida Lee Mock i Terry Sanders  |            |
| Complaints of a Dutiful Daughter                                            | Deborah Hoffmann                 |            |
| D-Day Remembered                                                            | Charles Guggenheim               |            |
| Freedom on My Mind                                                          | Connie Field i Marilyn Mulford   |            |
| A Great Day in Harlem                                                       | Jean Bach                        |            |
| 1995 (68.)                                                                  |                                  |            |
| Anne Frank Remembered                                                       | Jon Blair                        |            |
| Bitwa o Obywatela Kane’a                                                    | Thomas Lennon i Michael Epstein  |            |
| Hank Aaron: Chasing the Dream                                               | Michael Tollin i Fredric Golding |            |
| Small Wonders                                                               | Allan Miller i Walter Scheuer    |            |
| Troublesome Creek: A Midwestern                                             | Steven Ascher i Jeanne Jordan    |            |
| 1996 (69.)                                                                  |                                  |            |
| Kiedy byliśmy królami (When We Were Kings)                                  | Leon Gast i David Sonenberg      |            |
| The Line King: The Al Hirschfeld Story                                      | Susan Warms Dryfoos              |            |
| Mandela                                                                     | Jo Menell i Angus Gibson         |            |
| Suzanne Farrell: Elusive Muse                                               | Anne Belle i Deborah Dickson     |            |
| Tell the Truth and Run: George Seldes and the American Press                | Rick Goldsmith                   |            |
| 1997 (70.)                                                                  |                                  |            |
| Długa droga do domu (The Long Way Home)                                     | Marvin Hier i Richard Trank      |            |
| Ayn Rand: A Sense of Life                                                   | Michael Paxton                   |            |
| Colors Straight Up                                                          | Michèle Ohayon i Julia Schachter |            |
| Cztery małe dziewczynki (4 Little Girls)                                    | Spike Lee i Sam Pollard          |            |
| Waco: The Rules of Engagement                                               | William Gazecki i Dan Gifford    |            |
| 1998 (71.)                                                                  |                                  |            |
| Ostatnie dni (The Last Days)                                                | James Moll i Kenneth Lipper      |            |
| Dancemaker                                                                  | Matthew Diamond i Jerry Kupfer   |            |
| Kondolencje z frontu (Regret to Inform)                                     | Barbara Sonneborn i Janet Cole   |            |
| Lenny Bruce: Swear to Tell the Truth                                        | Robert B. Weide                  |            |
| The Farm: Angola, USA                                                       | Jonathan Stack i Liz Garbus      |            |
| 1999 (72.)                                                                  |                                  |            |
| Jeden dzień we wrześniu (One Day in September)                              | Kevin Macdonald i Arthur Cohn    |            |
| Buena Vista Social Club                                                     | Wim Wenders i Ulrich Felsberg    |            |
| Genghis Blues                                                               | Roko Belic i Adrian Belic        |            |
| On the Ropes                                                                | Nanette Burstein i Brett Morgen  |            |
| Speaking in Strings                                                         | Paola di Florio i Lilibet Foster |            |

### Lata 2000–2009
| Rok | Film                                       | Nominowani |
| --- | ------------------------------------------ | ---------- |
| 2000 (73.) |                                            |            |
| Wśród obcych (Into the Arms of Strangers: Stories of the Kindertransport)                                                      | Mark Jonathan Harris i Deborah Oppenheimer |            |
| Dziedzictwo (Legacy) | Tod Lending                                |            |
| Proces między gwałtem a linczem (Scottsboro: An American Tragedy)                                                              | Barak Goodman i Daniel Anker               |            |
| Wściekłość i wrzask (Sound and Fury)                                                                                           | Josh Aronson i Roger Weisberg              |            |
| Zmierzch długiej nocy (Long Night’s Journey Into Day)                                                                          | Frances Reid i Deborah Hoffmann            |            |
| 2001 (74.) |                                            |            |
| Zabójstwo w niedzielny poranek (Un coupable idéal)                                                                             | Jean-Xavier de Lestrade i Denis Poncet     |            |
| Bliscy LaLee: Piętno bawełny (LaLee’s Kin: The Legacy of Cotton)                                                               | Susan Froemke i Deborah Dickson            |            |
| Dzieci z podziemia (Children Underground)                                                                                      | Edet Belzberg                              |            |
| Fotograf wojenny (War Photographer)                                                                                            | Christian Frei                             |            |
| Obietnice (Promises) | Justine Shapiro i B.Z. Goldberg            |            |
| 2002 (75.) |                                            |            |
| Zabawy z bronią (Bowling for Columbine)                                                                                        | Michael Moore i Michael Donovan            |            |
| Córka z Danang (Daughter from Danang)                                                                                          | Gail Dolgin i Vicente Franco               |            |
| Makrokosmos - Podniebny taniec (Le peuple migrateur)                                                                           | Jacques Perrin                             |            |
| Mistrzowie ortografii (Spellbound)                                                                                             | Jeffrey Blitz i Sean Welch                 |            |
| Więzień raju (Prisoner of Paradise)                                                                                            | Malcolm Clarke i Stuart Sender             |            |
| 2003 (76.) |                                            |            |
| Mgły wojny: Jedenaście lekcji z życia Roberta S. McNamary (The Fog of War: Eleven Lessons from the Life of Robert S. McNamara) | Errol Morris i Michael Williams            |            |
| Mój architekt (My Architect)                                                                                                   | Nathaniel Kahn i Susan R. Behr             |            |
| Rozstanie z Kubą (Balseros) | Carles Bosch i Josep Maria Domènech        |            |
| Sprawa Friedmanów (Capturing the Friedmans)                                                                                    | Andrew Jarecki i Marc Smerling             |            |
| The Weather Underground | Sam Green i Bill Siegel                    |            |
| 2004 (77.) |                                            |            |
| Przeznaczone do burdelu (Born Into Brothels: Calcutta's Red Light Kids)                                                        | Ross Kauffman i Zana Briski                |            |
| Opowieść o płaczącym wielbłądzie (Die Geschichte vom weinenden Kamel)                                                          | Byambasuren Davaa i Luigi Falorni          |            |
| Super Size Me | Morgan Spurlock                            |            |
| Trudna wiara (Twist of Faith)                                                                                                  | Kirby Dick i Eddie Schmidt                 |            |
| Tupac: Zmartwychwstanie (Tupac: Resurrection)                                                                                  | Lauren Lazin i Karolyn Ali                 |            |
| 2005 (78.) |                                            |            |
| Marsz pingwinów (La marche de l’empereur)                                                                                      | Luc Jacquet i Yves Darondeau               |            |
| Koszmar Darwina (Darwin’s Nightmare)                                                                                           | Hubert Sauper                              |            |
| Murderball – gra o życie (Murderball)                                                                                          | Henry Alex Rubin i Dana Adam Shapiro       |            |
| Przekręt w Enronie (Enron: The Smartest Guys in the Room)                                                                      | Alex Gibney i Jason Kliot                  |            |
| Walki uliczne (Street Fight)                                                                                                   | Marshall Curry                             |            |
| 2006 (79.) |                                            |            |
| Niewygodna prawda (An Inconvenient Truth)                                                                                      | Davis Guggenheim                           |            |
| I zbaw nas ode złego (Deliver Us from Evil)                                                                                    | Amy Berg i Frank Donner                    |            |
| Irak w kawałkach (Iraq in Fragments)                                                                                           | James Longley i John Sinno                 |            |
| Mój kraju! (My Country, My Country)                                                                                            | Laura Poitras i Jocelyn Glatzer            |            |
| Obóz Jezusa (Jesus Camp) | Heidi Ewing i Rachel Grady                 |            |
| 2007 (80.) |                                            |            |
| Kurs do Krainy Cienia (Taxi to the Dark Side)                                                                                  | Alex Gibney i Eva Orner                    |            |
| Bez końca (No End in Sight) | Charles Ferguson i Audrey Marrs            |            |
| Chorować w USA (Sicko) | Michael Moore i Meghan O’Hara              |            |
| Operacja: powrót do domu (Operation Homecoming: Writing the Wartime Experience)                                                | Richard E. Robbins                         |            |
| Taniec wojenny (War Dance) | Sean Fine i Andrea Nix Fine                |            |
| 2008 (81.) |                                            |            |
| Człowiek na linie (Man on Wire)                                                                                                | James Marsh i Simon Chinn                  |            |
| Ogród (The Garden) | Scott Hamilton Kennedy                     |            |
| Spotkania na krańcach świata (Encounters at the End of the World)                                                              | Werner Herzog i Henry Kaiser               |            |
| Wzburzone wody (Trouble the Water)                                                                                             | Tia Lessin i Carl Deal                     |            |
| Zdrada (The Betrayal - Nerakhoon)                                                                                              | Ellen Kuras i Thavisouk Phrasavath         |            |
| 2009 (82.) |                                            |            |
| Zatoka delfinów (The Cove) | Louie Psihoyos i Fisher Stevens            |            |
| Birma VJ (Burma VJ) | Anders Østergaard i Lise Lense-Møller      |            |
| Człowiek, który pokonał Pentagon (The Most Dangerous Man in America: Daniel Ellsberg and the Pentagon Papers)                  | Judith Ehrlich i Rick Goldsmith            |            |
| Korporacyjna żywność (Food Inc.)                                                                                               | Robert Kenner i Elise Pearlstein           |            |
| Którędy do domu? (Which Way Home)                                                                                              | Rebecca Cammisa                            |            |

### Lata 2010–2019
| Rok                                                                         | Film                                                             | Nominowani |
| --------------------------------------------------------------------------- | ---------------------------------------------------------------- | ---------- |
| 2010 (83.)                                                                  |                                                                  |            |
| Inside Job                                                                  | Charles Ferguson i Audrey Marrs                                  |            |
| Kraj gazem płynący (GasLand)                                                | Josh Fox i Trish Adlesic                                         |            |
| Śmietnisko (Waste Land)                                                     | Lucy Walker i Angus Aynsley                                      |            |
| Wojna Restrepo (Restrepo)                                                   | Tim Hetherington i Sebastian Junger                              |            |
| Wyjście przez sklep z pamiątkami (Exit Through the Gift Shop)               | Banksy i Jaimie D’Cruz                                           |            |
| 2011 (84.)                                                                  |                                                                  |            |
| Niepokonani (Undefeated)                                                    | T.J. Martin, Daniel Lindsay i Rich Middlemas                     |            |
| Gdy upada drzewo (If a Tree Falls: A Story of the Earth Liberation Front)   | Marshall Curry i Sam Cullman                                     |            |
| Piekło powraca (Hell and Back Again)                                        | Danfung Dennis i Mike Lerner                                     |            |
| Pina                                                                        | Wim Wenders i Gian-Piero Ringel                                  |            |
| Raj utracony 3: Czyściec (Paradise Lost 3: Purgatory)                       | Joe Berlinger i Bruce Sinofsky                                   |            |
| 2012 (85.)                                                                  |                                                                  |            |
| Sugar Man (Searching for Sugar Man)                                         | Malik Bendjelloul i Simon Chinn                                  |            |
| 5 rozbitych kamer (5 Broken Cameras)                                        | Emad Burnat i Guy Davidi                                         |            |
| Jak przetrwać zarazę (How to Survive a Plague)                              | David France i Howard Gertler                                    |            |
| Niewidzialna wojna (The Invisible War)                                      | Kirby Dick i Amy Ziering                                         |            |
| Szin Bet. Strażnicy Izraela (The Gatekeepers)                               | Dror Moreh, Estelle Fialon i Philippa Kowarsky                   |            |
| 2013 (86.)                                                                  |                                                                  |            |
| O krok od sławy (Twenty Feet from Stardom)                                  | Morgan Neville, Gil Friesen i Caitrin Rogers                     |            |
| Brudne wojny (Dirty Wars)                                                   | Richard Rowley i Jeremy Scahill                                  |            |
| Piękna i bokser (Cutie and the Boxer)                                       | Zachary Heinzerling i Lydia Dean Pilcher                         |            |
| Plac (Al midan)                                                             | Jehane Noujaim i Karim Amer                                      |            |
| Scena zbrodni (The Act of Killing)                                          | Joshua Oppenheimer i Signe Byrge Sørensen                        |            |
| 2014 (87.)                                                                  |                                                                  |            |
| Citizenfour                                                                 | Laura Poitras, Mathilde Bonnefoy i Dirk Wilutzky                 |            |
| Ostatnie dni w Wietnamie (Last Days in Vietnam)                             | Rory Kennedy i Kevin McAlester                                   |            |
| Szukając Vivian Maier (Finding Vivian Maier)                                | John Maloof i Charlie Siskel                                     |            |
| Sól ziemi (The Salt of the Earth)                                           | Wim Wenders, Juliano Ribeiro Salgado i David Rosier              |            |
| Virunga                                                                     | Orlando von Einsiedel i Joanna Natasegara                        |            |
| 2015 (88.)                                                                  |                                                                  |            |
| Amy                                                                         | Asif Kapadia i James Gay-Rees                                    |            |
| Scena ciszy (The Look of Silence)                                           | Joshua Oppenheimer i Signe Byrge Sørensen                        |            |
| W krainie karteli (Cartel Land)                                             | Matthew Heineman i Tom Yellin                                    |            |
| What Happened, Miss Simone?                                                 | Liz Garbus, Amy Hobby i Justin Wilkes                            |            |
| Zima w ogniu (Winter on Fire: Ukraine’s Fight for Freedom)                  | Jewgienij Afiniejewski i Den Tolmor                              |            |
| 2016 (89.)                                                                  |                                                                  |            |
| O.J.: Made in America                                                       | Ezra Edelman i Caroline Waterlow                                 |            |
| XIII poprawka (13th)                                                        | Ava DuVernay, Spencer Averick i Howard Barish                    |            |
| Fuocoammare. Ogień na morzu (Fuocoammare)                                   | Gianfranco Rosi i Donatella Palermo                              |            |
| Nie jestem twoim murzynem (I Am Not Your Negro)                             | Raoul Peck, Rémi Grellety i Hébert Peck                          |            |
| Życie animowane (Life, Animated)                                            | Roger Ross Williams i Julie Goldman                              |            |
| 2017 (90.)                                                                  |                                                                  |            |
| Ikar (Icarus)                                                               | Bryan Fogel i Dan Cogan                                          |            |
| Abacus (Abacus: Small Enough to Jail)                                       | Steve James, Mark Mitten i Julie Goldman                         |            |
| Ostatni w Aleppo (De sidste mænd i Aleppo)                                  | Feras Fayyad, Kareem Abeed i Søren Steen Jespersen               |            |
| Strong Island                                                               | Yance Ford i Joslyn Barnes                                       |            |
| Twarze, plaże (Visages villages)                                            | Agnès Varda, JR i Rosalie Varda                                  |            |
| 2018 (91.)                                                                  |                                                                  |            |
| Free Solo: ekstremalna wspinaczka (Free Solo)                               | Elizabeth Chai Vasarhelyi, Jimmy Chin, Evan Hayes i Shannon Dill |            |
| Gdzieś w Alabamie, rano, wieczorem (Hale County This Morning, This Evening) | RaMell Ross, Joslyn Barnes i Su Kim                              |            |
| Jutro albo pojutrze (Minding the Gap)                                       | Bing Liu i Diane Moy Quon                                        |            |
| O ojcach i synach (Kinder des Kalifats)                                     | Talal Derki, Ansgar Frerich, Eva Kemme i Tobias N. Siebert       |            |
| RBG                                                                         | Betsy West i Julie Cohen                                         |            |
| 2019 (92.)                                                                  |                                                                  |            |
| Amerykańska fabryka (American Factory)                                      | Steven Bognar, Julia Reichert i Jeff Reichert                    |            |
| Dla Samy (For Sama)                                                         | Waad Al-Kateab i Edward Watts                                    |            |
| Jaskinia (The Cave)                                                         | Feras Fayyad, Kirstine Barfod i Sigrid Dyekjær                   |            |
| Kraina miodu (Honeyland)                                                    | Ljubomir Stefanov, Tamara Kotevska i Atanas Georgiev             |            |
| Krawędź demokracji (The Edge of Democracy)                                  | Petra Costa, Joanna Natasegara, Shane Boris i Tiago Pavan        |            |

### Lata 2020–2029
| Rok                                                            | Film                                                                                      | Nominowani |
| -------------------------------------------------------------- | ----------------------------------------------------------------------------------------- | ---------- |
| 2020 (93.)                                                     |                                                                                           |            |
| Czego nauczyła mnie ośmiornica (My Octopus Teacher)            | Pippa Ehrlich, James Reed i Craig Foster                                                  |            |
| Agent kret (El agente topo)                                    | Maite Alberdi i Marcela Santibáñez                                                        |            |
| Kolektyw (Colectiv)                                            | Alexander Nanau i Bianca Oana                                                             |            |
| Obóz godności: Rewolucja w życiu niepełnosprawnych (Crip Camp) | Nicole Newnham, Jim LeBrecht i Sara Bolder                                                |            |
| Time                                                           | Garrett Bradley, Lauren Domino i Kellen Quinn                                             |            |
| 2021 (94.)                                                     |                                                                                           |            |
| Summer of Soul                                                 | Ahmir "Questlove" Thompson, Joseph Patel, Robert Fyvolent i David Dinerstein              |            |
| Attica                                                         | Stanley Nelson i Traci A. Curry                                                           |            |
| Chiński sen (Ascension)                                        | Jessica Kingdon, Kira Simon-Kennedy i Nathan Truesdell                                    |            |
| Ogniem pisane (Writing with Fire)                              | Rintu Thomas i Sushmit Ghosh                                                              |            |
| Przeżyć (Flee)                                                 | Jonas Poher Rasmussen, Monica Hellström, Signe Byrge Sørensen i Charlotte de la Gournerie |            |
| 2022 (95.)                                                     |                                                                                           |            |
| Nawalny (Navalny)                                              | Daniel Roher, Odessa Rae, Diane Becker, Melanie Miller i Shane Boris                      |            |
| Całe to piękno i krew (All the Beauty and the Bloodshed)       | Laura Poitras, Howard Gertler, John Lyons, Nan Goldin i Yoni Golijov                      |            |
| Dom z drzazg (A House Made of Splinters)                       | Simon Lereng Wilmont i Monica Hellström                                                   |            |
| Wszystko, co żyje (All That Breathes)                          | Shaunak Sen, Aman Mann i Teddy Leifer                                                     |            |
| Wulkan miłości (Fire of Love)                                  | Sara Dosa, Shane Boris i Ina Fichman                                                      |            |